# Poprawka Šidáka
Poprawka Šidáka (ang. Šidák correction) − procedura statystyczna służąca kontroli FWER podczas wykonywania porównań wielokrotnych. Twórcą procedury był czeski statystyk Zbyněk Šidák, który swój pomysł przedstawił w 1967 r. w artykule pt. Rectangular confidence regions for the means of multivariate normal distributions. 